# OLEX-Tankstelle am Raschplatz

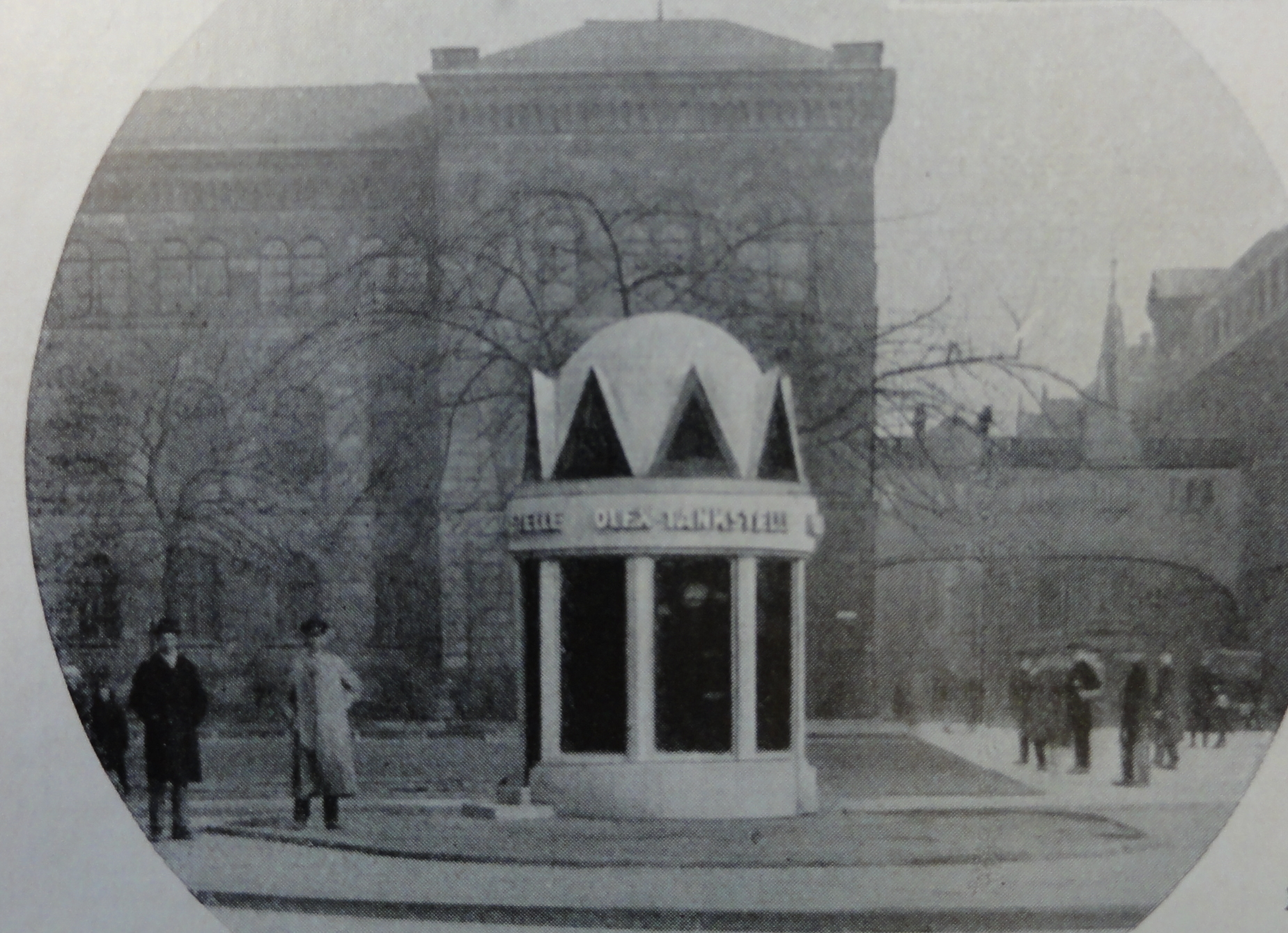
Um 1923: Die expressionistische OLEX-Tankstelle am damaligen Raschplatz in Hannover vor dem ehemaligen Justizpalast, links davon das Amtsgericht Hannover

Ähnliche Blickrichtung um 1890: Der Justizpalast am Raschplatz Ecke Volgersweg

Die OLEX-Tankstelle am Raschplatz in Hannover war die erste im öffentlichen Raum errichtete Tankstelle in Deutschland. Der nicht ohne Widerstand 1922 gewählte Standort der OLEX-Tankanlage war der damalige Raschplatz an der Ecke Volgersweg im (heutigen) hannoverschen Stadtteil Mitte.

## Geschichte
Nachdem mutmaßlich der US-Amerikaner Sylvanus F. Bowser in Folge der Verbreitung von Automobilen eine Handpumpe zur Förderung von Benzin aus einem unterirdischen Vorratstank erfunden hatte und diese ab 1898 in den USA verkaufte, spielte sich in Deutschland das Geschäft mit dem Auftanken von Automobilen noch jahrzehntelang in Hinterhöfen ab. Auch noch nach dem Ende des Ersten Weltkrieges, während die Abgabe von Benzin einer strengen staatlichen Zwangsbewirtschaftung unterlag, wurde der „Sprit“-Verkauf, beispielsweise in Hannover, noch von Gastwirten oder Apothekern in Kanistern getätigt; diese wurden häufig in Kellern gelagert und stellten dort eine erhebliche Brandgefahr dar.
In der noch jungen Weimarer Republik, und noch vor dem Höhepunkt der Deutschen Hyperinflation, „begann als erste Mineralölgesellschaft die OLEX (die spätere BP) im Winter 1922/1923 mit dem Bau von Tankanlagen“, und suchte hierfür zunächst in Hannover einen geeigneten Standort. Die Stadt hatte mit seinerzeit rund 5000 Autos eine „deutlich höhere Autodichte als Berlin oder Hamburg“. Trotz der Verringerung der allgemeinen Brandgefahren stießen die möglichen Aufstellungsorte in Hannover auf zum Teil massiven Widerstand: Den Platz am Opernhaus befand der Polizeipräsident als zu unsicher. Den Raschplatz wiederum lehnte die Kommission für Garten- und Friedhofswesen als gänzlich ungeeignet ab. Und als die städtische Baukommission dann den Georgsplatz vorschlug, „stach sie in ein Wespennest“. So schrieb etwa der Hannoversche Kurier:
Dem Widerspruch schloss sich das „Rats- und Realgymnasium“ an, verwies auf die „Möglichkeit der Explosion des Tanks“, während die Banken am Georgsplatz auf den „Gestank, der aus der Gegend überhaupt nicht mehr verschwinden wird“ verwiesen.
Nachdem die städtische Baukommission daraufhin schließlich doch den Raschplatz, die „Gegend hinter dem Bahnhof“ als Standort für Deutschlands erste öffentliche Tankstelle bestimmt hatte, protestierten die Oberpostdirektion ebenso wie der Präsident des Landgerichtes und der Oberstaatsanwalt: Das Publikum sei den Großstadtverkehr nicht gewohnt und deshalb besonders gefährdet. Und auch die Lärmbelästigung durch das Ankurbeln der Autos sei kaum zumutbar.

## Architektur
Die Firma OLEX verwendete 1922 erstmals dem neuen Namen „Tankstelle“ für ihre Tankanlagen.
Im Januar 1923 wurde die Tankstelle am hannoverschen Raschplatz eröffnet: Der kleine expressionistische Rundbau mit seinen Säulen und Erkern unter einem Kuppeldach wirkte auf spätere Beobachter „wie ein Tanktempel“, der von einem Tankwart mit Schürze und Dienstmütze bedient wurde.
Bald darauf baute OLEX eine ähnliche Tankstelle an der Sudermanstraße in Köln.
Das etwa 3,20 m hohe Gebäude besaß zwischen Fundament und Fußboden einen Vorratstank, aus dem der Tankwart das Benzin mittels Handpumpe fördern konnte. Dazu dienten Kompressor, Druckgasanlage und 20-Liter-Messgefäß  die zusammen mit einem Vorrat an Schmierstoffen im Rundbau untergebracht waren.

## Verbleib

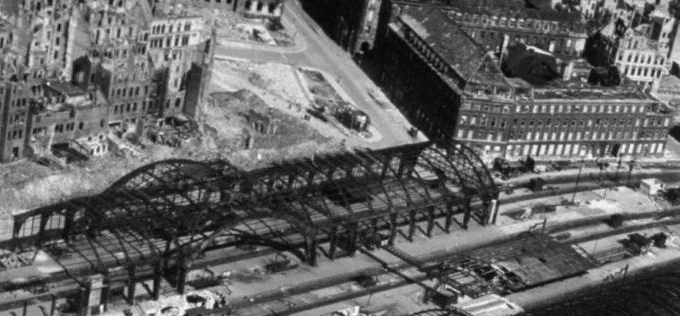
US-Luftbild 1945: Raschplatz Ecke Volgersweg

Im Zweiten Weltkrieg wurde die Tankstelle zerstört. Nach dem Krieg baute die BP als Nachfolgegesellschaft der OLEX knapp 100 m entfernt an der Fernroder Straße eine neue Tankstelle neben dem Parkhaus. Diese wurde bei der Neugestaltung des Raschplatzes in den 1970er Jahren abgerissen.